# ドワイト・デービス (バスケットボール)
ドワイト・デービス（Dwight Davis、1949年10月28日 - ）はテキサス州ヒューストン出身のバスケットボール選手。ニックネームはダブルD。

## 経歴
高校時代、テキサス州のベストアスリートに選ばれた彼には多くの大学からオファーが殺到したが、1968年1月にヒューストン大学への入学を決意、その年練習でエルヴィン・ヘイズを相手に守備練習を行った。大学2年次には平均21得点、11リバウンドをあげてチームは25勝5敗の成績をあげて、NCAAトーナメントでスウィート16まで進出した。3年次にはチームトップの平均20.3得点、12.3リバウンドをあげた。またヒューストン大学の選手として初めてシーズン100ブロックショットを果たしている。4年次には平均24.4得点、シーズン106ブロックショットをあげて、チームはこの年20勝7敗で全米ランキングベスト10に入り、自身もオールアメリカンのサードチームに選出された。
1972年のNBAドラフト1巡目全体3位でクリーブランド・キャバリアーズに指名されて入団、1972-73シーズンのNBAオールルーキーチームに選ばれた。1973-74シーズンには自己ベストの平均12.5得点をあげた。1975-76シーズンからはゴールデンステート・ウォリアーズでプレーした。怪我のため5シーズンで現役を引退した。通算340試合に出場し、1試合平均8.6得点、5.9リバウンドをあげた。
現役引退後は薬物やアルコール使用障害に苦しみ、うつ病や離婚も経験した。その後、彼は悪い状況を克服しニューハンプシャー州で若者たちにメッセージを送り続けている。
2006年11月にヒューストン大学の殿堂入りを果たした。彼は現在もリバウンド、ブロックショット、得点で大学歴代10傑の数字を残している。